# 302 v.Chr.
Het jaar 302 v.Chr. is een jaartal volgens de christelijke jaartelling.

## Gebeurtenissen

### Griekenland
- Lysimachus van Thracië steekt met het Macedonische leger de Bosporus over en valt Klein-Azië binnen. De Ionische steden Colophon en Efeze worden verovert.
- Demetrius Poliorcetes verzamelt in Korinthe een Grieks expeditieleger om zijn vader Antigonus I te ondersteunen.
- Attalus Philetaerus sluit een verbond met Lysimachus, hij brengt 9.000 talenten over naar de burcht van Pergamon.
- Pyrrhus van Epirus wordt door Cassander van de troon gestoten en vlucht naar Demetrius Poliorcetes.

### Egypte
- Ptolemaeus I trekt met het Grieks-Egyptische leger door de Sinaï-woestijn en valt Syrië binnen.

### Perzië
- Seleucus I valt vanuit Mesopotamië met het Grieks-Perzische leger Anatolië binnen.
- Seleucus I Nicator zendt de geograaf Megasthenes als diplomaat naar het hof van de Indische vorst Chandragupta Maurya, hij zal later in zijn "Indica" daarvan een verslag doen.